# 酔歌
『酔歌』（すいか）は、吉幾三の楽曲で、1990年6月25日に発表した17枚目のシングル。

## 概要
1986年の『雪國』、1988年の『酒よ』と並ぶ吉の代表曲で、第41回NHK紅白歌合戦において歌唱された。

## 収録曲
全作詞・作曲：吉幾三
1. 酔歌
編曲：京建輔
2. 津軽路
編曲：林和行

## カバー
- 石原詢子（2009年のアルバム『日本名曲集』、2014年のCD-BOX『石原詢子 時代のうた』）
- 神野美伽（2014年、シングル「浮草の川」カップリング）
- 永井裕子（2015年、アルバム『心うた』）
- あべ尚乙美（2017年、アルバム「13月の陽炎～月下楼～」）
- 真田ナオキ（2018年、アルバム『メイド イン ナオキ』）
- 福田こうへい（2018年、アルバム『輝 演歌ごころの真髄!』）
- 渡哲也（2019年、アルバム『石原裕次郎・渡哲也 プライベート』[1]）
- 松尾雄史（2020年、アルバム『セカンドアルバム〜すず虫〜』）